# Eloy Ricardo Domínguez Martínez
Eloy Ricardo Domínguez Martínez (La Habana, 4 de enero de 1977) es un sacerdote católico cubano, Obispo Auxiliar de La Habana.  

## Biografía

### Primeros años y formación
Eloy Ricardo nació el 4 de enero de 1977, en la ciudad cubana de La Habana. Hijo de Eloy Ricardo Domínguez y Zoila Martínez.
Se licenció en Derecho Civil en la Universidad de La Habana. 
Ingresó en 2003 al Seminario Mayor Teológico de San Carlos y San Ambrosio de La Habana y estudió Filosofía y Teología, es Bachiller en Teología por la Pontificia Universidad Gregoriana. 

### Sacerdocio
El 31 de mayo de 2011 recibió el diaconado, incardinándose en la Arquidiócesis de San Cristóbal de La Habana, donde fue ordenado presbítero por Jaime Ortega Alamino el 27 de agosto del mismo año en la Catedral de La Habana.
Durante su vida sacerdotal,  ha ocupado los siguientes cargos en la Arquidiócesis habanera: 
- Párroco de la Iglesia Parroquial de San Isidro Labrador, en Managua, con la capilla de Nuestra Señora del Carmen en Las Guásimas, en el municipio de Arroyo Naranjo;
- Párroco de la Iglesia Parroquial de Nuestra Señora de la Merced, en Bauta, Artemisa;
- Párroco de la Iglesia Parroquial de Nuestra Señora de la Caridad, en Caimito, con las capillas en Playa Baracoa y Corralillo, en Bauta, Artemisa;
- Párroco de la Iglesia Parroquial de San José, y encargado de la Parroquia de la Purísima Concepción en Tapaste, con la capilla de Jesús Nazarenode, en San José de las Lajas, Mayabeque;
- Miembro del Tribunal Eclesiástico de la Arquidiócesis;
- Coordinador de la catequesis diocesana de la Arquidiócesis;
- Coordinador de la Pastoral Juvenil de la Arquidiócesis.

En el momento de su nombramiento, y desde 2020, era Párroco y Rector del Santuario Nacional de San Lázaro, El Rincón, y encargado de la Parroquia de Nuestra Señora de la Candelaria en El Wajay, Boyeros, La Habana.

## Episcopado

### Obispo Auxiliar de La Habana
El 16 de julio de 2022, el papa Francisco lo nombró Obispo Titular de Nisa en Licia y Obispo Auxiliar de La Habana.
Ordenado el 1 de octubre de 2022, en la Catedral de San Cristóbal de La Habana. 